# Щукозеро (озеро, Карелия)
Щукозеро — озеро на территории Сумпосадского сельского поселения Беломорского района Республики Карелии.

## Общие сведения
Площадь озера — 3,4 км², площадь водосборного бассейна — 17,5 км². Располагается на высоте 40,5 метров над уровнем моря.
Форма озера лопастная, продолговатая: вытянуто с северо-востока на юго-запад. Берега изрезанные, каменисто-песчаные.
Через озеро протекает река без названия, которая, протекая ниже через Тегозеро, впадает в реку Суму, впадающую, в свою очередь, в Онежскую губу Белого моря (Поморский берег).
В озере более десятка безымянных островов различной площади, их количество может варьироваться в зависимости от уровня воды.
К юго-восточному берегу озера подходит лесная дорога.
Код объекта в государственном водном реестре — 02020001411102000009032.